# Міксини
Міксини (Myxini) — клас безщелепних тварин, включає одну родину з кількома родами.

## Розповсюдження
Розповсюджені у морських водах помірного та субтропічного поясу. При солоності нижче 29‰ перестають харчуватися, нижче 25‰ — гинуть.

## Будова
Тіло змієподібне, довжина — до 80 см. Шкіра гола, без луски. Вздовж тіла розташовані 2 ряди отворів слизових залоз. По боках передньої частини тіла є або один зябровий отвір (у справжніх міксин), або 5 — 15. Кровоносна система незамкнена. Є одне основне (зяброве) серце, яке проганяє кров крізь зябра, та три додаткових. Вони необхідні для забезпечення циркуляції венозної крові міксини, яка приходить через великі лакуни, перш ніж потрапити у вени, внаслідок чого сильно знижується тиск крові. Ці додаткові серця розташовані у області голови, печінки та хвоста. Вони скорочуються незалежно одне від одного. Осьовий скелет утворений нотохордом. Очі редуковані, містяться під шаром клітин шкіри. Міксини практично не бачать, орієнтуються за допомогою органів нюху та дотику. Ротовий отвір оточений двома парами вусиків. Рот має два ряди зубів, які утворені роговою речовиною, що виділяється епітеліальними клітинами.
Довгий час вважалося, що у міксин немає хребта, а є тільки хорда, приблизно як у ланцетника. Через це деякі зоологи навіть відмовлялися вважати міксин хребетними. Однак нові ембріологічні дослідження показали, що, в усякому разі, у деяких видів міксин хребет таки є - щоправда, дуже незвично влаштований.
Щоб зрозуміти, чим вони незвичайні, уявімо собі розташування осьових органів у тілі хордової тварини. Уздовж всієї спини там тягнеться хорда (вона складається не з хряща, а з особливої тканини, яка в інших органах не трапляється). Над хордою проходить нервова трубка – спинний мозок, у хребетних переходить у головний. Під хордою - одна з головних кровоносних судин, спинна аорта. У примітивних хребетних елементів  хребців у кожному сегменті декілька. Це дорсальні дуги, розташовані над хордою, з боків від нервової трубки, і вентральні дуги, розташовані під хордою, з боків від спинної аорти. У риб є і ті й інші. У міноги є тільки дорсальні дуги. А у міксини - тільки вентральні, пов'язані зі спинної аортою. Спинний мозок у неї хребцями не прикритий. Це єдина тварина, що має такий склад хребта. Більше того, у японського п'явкорота виявлений ще й додатковий елемент хребця: великий непарний хрящ, розташований під спинною аортою. Цей хрящ у міксин, мабуть, взагалі унікальний. У жодного іншого хребетного його немає - в усякому разі, в дорослому стані.
З іншого боку, навіть такі хребці знайдені у п'явкорота тільки у хвостовому відділі тіла. Попереду від анального отвору (точніше, від  клоаки) їх немає. Можливо, це якось пов'язано з тим, що хвіст є у водних хребетних головним органом руху.
Склад хрящової тканини, з якої складаються хребці, у міксин теж незвичайний. У всіх інших хребетних, включаючи і міног, механічною основою міжклітинної речовини хряща є білок колаген. У хрящі міксини синтез колагену ослаблений, зате посилено синтез біглікану й декорину - неколагенових білків, багатих амінокислотою лейцином і пов'язаних з вуглеводами (щиро кажучи, це не білки, а протеоглікани). Механічну основу хряща тут утворюють саме вони. По всій видимості, такий хрящ менш міцний, ніж «класичний», багатий на колаген.

## Спосіб життя
Міксини — нічні хижаки. Живляться ослабленою та хворою рибою, рідше падлом та червами. День проводять занурившись у мул, виставивши назовні тільки голову. Вночі випливають на полювання. Міксина повільно пливе проти течії, піднявши голову та повертаючи її з боку в бік, за допомогою нюху виявляє потенційну здобич, а потім нападає на неї, вгризаючись у м'язи за допомогою рогових зубів. При цьому вона зав'язує своє тіло у вузол, прижимаючись до жертви. Потрапивши у порожнину тіла риби, міксина виділяє протеолітичний фермент, який розчиняє внутрішні тканини риби, що полегшує харчування міксини. Спочатку виїдаються внутрішні органи, а потім м'язи. Від риби залишається тільки скелет та шкіра.

## Розмноження
Статева залоза не має власних вивідних протоків, статеві продукти потрапляють безпосередньо у порожнину тіла, а звідти — у клоаку. Запліднення — зовнішнє. Міксини відкладають від 10 до 300 яєць довжиною 20 — 25 мм вкриті щільною роговою капсулою з пучками чіпких ниток на кінцях. Розвиток без перетворення — личинки схожі на дорослих особин.

## Значення
Деякі види міксин споживаються у їжу в Кореї та Японії, але промислового значення вони не мають. У деяких регіонах світу наносять суттєву шкоду рибалкам, знищуючи рибу, що потрапила у сітку.

## Ресурси Інтернету
- Myxini (рос.)
- Міксини (рос.)